# 1. armádní sbor (rakousko-uherská armáda)
1. armádní sbor byl na přelomu 19. a 20. století vyšší jednotkou rakousko-uherské armády s působností pro západní část Haliče, Rakouské Slezsko a severní Moravu. Velitelství sboru sídlilo v Krakově. Za první světové války sbor bojoval na východní frontě.

## Historie

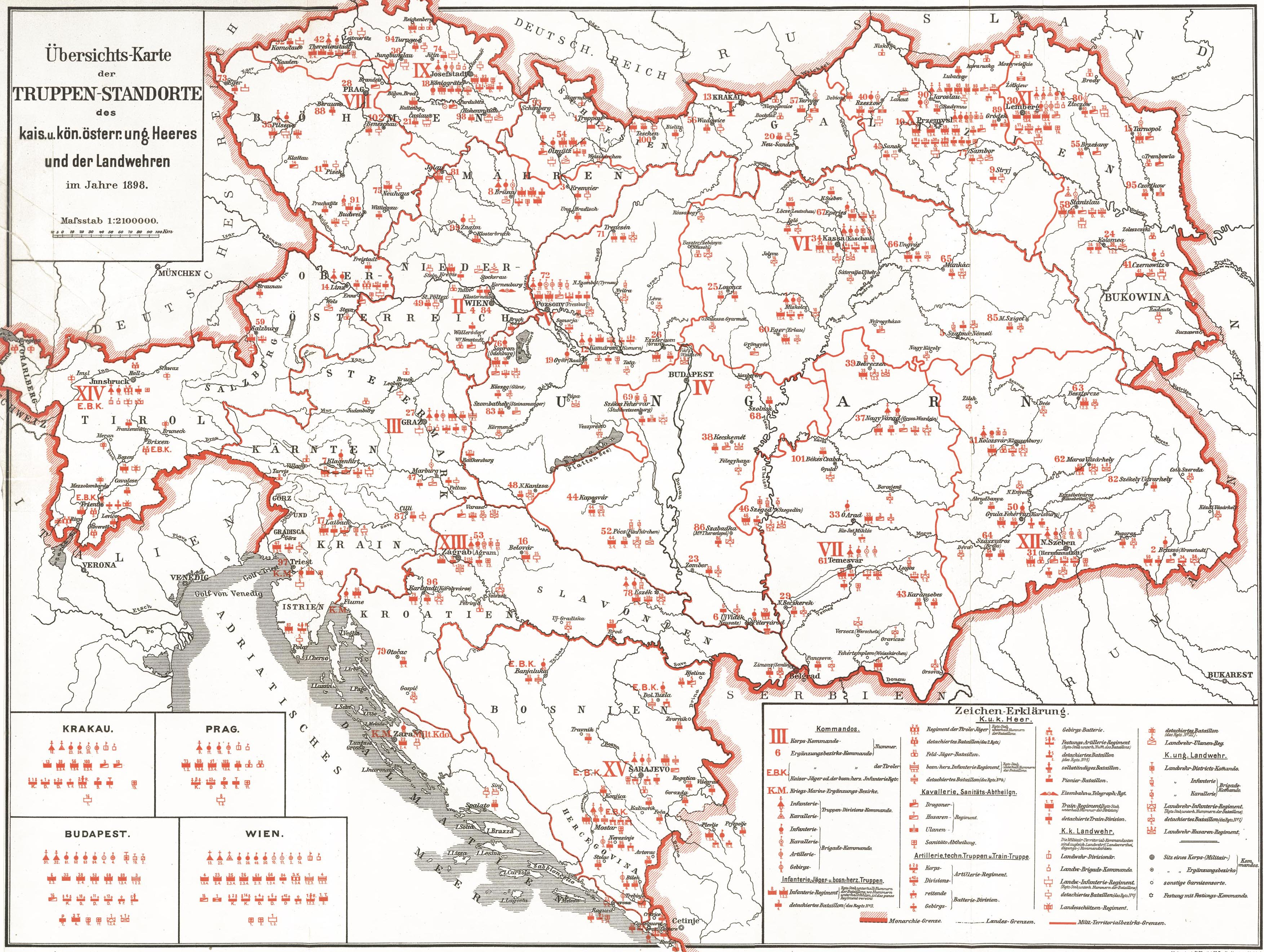
Územní rozdělení působnosti rakousko-uherských armádních sborů v roce 1898

1. armádní sbor (1. Korpskommando) vznikl v roce 1883 reorganizací rakousko-uherské armády rozdělením zemských velitelství pro jednotlivé země. Do působnosti 1. armádního sboru spadala západní Halič, severní Morava a Slezskoo, velitelství sídlilo v Krakově v ulici Stradomska 12/14 v objektu bývalého kláštera. Doplňovacími okresy byly Krakov, Nowy Sącz, Olomouc, Opava, Šumperk, Tarnów a Wadowice. K armádnímu sboru patřila 5. pěší divize v Olomouci rozdělená do 9. pěší brigády v Olomouci a 10. pěší brigády v Opavě. Dále 12. pěší divize v Krakově rozdělená do 23. pěší brigády v Krakově a 24. pěší brigády v Tarnówě. K jezdectvu patřila 7. jezdecká divize v Krakově, pod níž spadaly 11. a 20. jezdecká brigáda, obě v Krakově. K 1. armádnímu sboru dále patřily 1. dělostřelecká brigáda v Krakově a 2. pevnostní dělostřelecká brigáda taktéž v Krakově. Později byly k 1. armádnímu sboru zařazeny také dvě jednotky c. k. zeměbrany, 46. zeměbranecká pěchotní divize v Krakově a 2. zeměbranecká jezdecká divize v Olomouci.
Za první světové války byl 1. armádní sbor povolán na východní frontu a začleněn do I. armády generála Viktora Dankla.  Kvůli početním ztrátám po bojích s ruskými vojsky byl sbor v roce 1915 zreorganizován a později s novým velením bojovaly jeho jednotky v Karpatech. Na začátku první světové války zůstala z 1. armádního sboru v Krakově menší posádka, později přeložená do Ostravy. Posádkovými veliteli byli generálové Ludwig Matuschka (1914–1915), Adam Brandner (1915–1918) a nakonec hrabě Siegmund Benigni (1918).

## Velitelé 1. armádního sboru
- 1883–1889 generál jezdectva Ludvík princ Windischgrätz
- 1889–1893 generál jezdectva Edmund von Krieghammer
- 1893–1894 polní podmaršál Alexander hrabě Uexküll-Gyllenband
- 1894–1903 polní zbrojmistr Eugen baron von Albori
- 1903–1907 polní zbrojmistr Adolf Horsetzky von Hornthal
- 1907–1910 polní zbrojmistr Moritz von Steinsberg
- 1910–1911 polní zbrojmistr Josef baron von Weigl
- 1911-1914 generál jezdectva Eduard von Böhm-Ermolli
- 1914–1916 generál jezdectva Karl baron von Kirchbach
- 1916–1917 polní zbrojmistr Viktor von Scheuchenstuel
- 1917–1918 generál pěchoty Alfred Krauß
- 1918 generál pěchoty Ferdinand Kosak